# Еркие
Ѐркие (на италиански: Erchie, на местен диалект Erchi, Ерки) е градче и община в Южна Италия, провинция Бриндизи, регион Пулия. Разположено е на 68 m надморска височина. Населението на общината е 8947 души (към 2010 г.).